# 圣玛息莫堂 (希农)

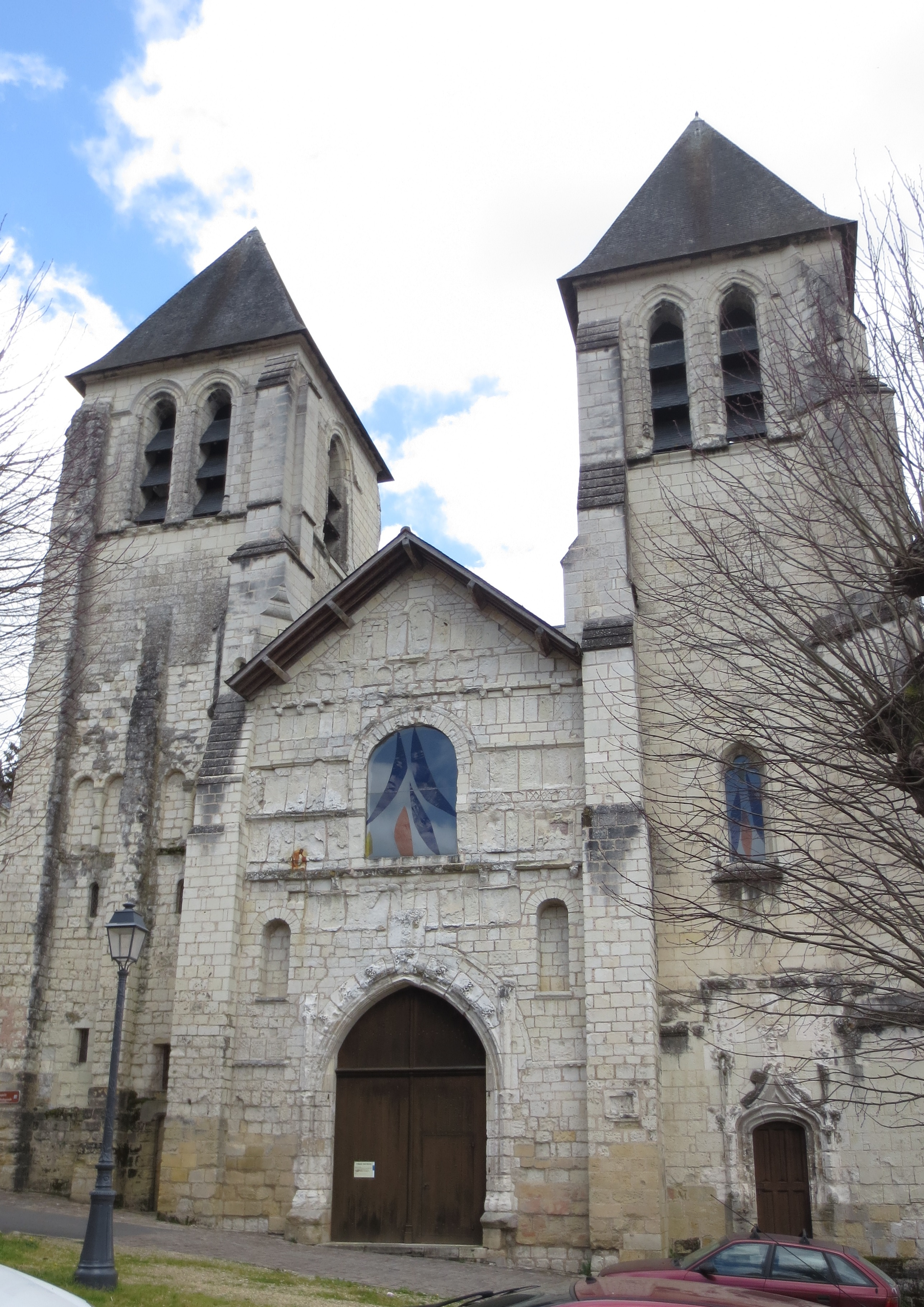

圣玛息莫堂（Collégiale Saint-Mexme de Chinon）是一所古老的教堂，位于法国中央-卢瓦尔河谷大区安德尔-卢瓦尔省希农。1840年公布为法国历史遗迹。法国大革命前，这是该市的主要宗教建筑。

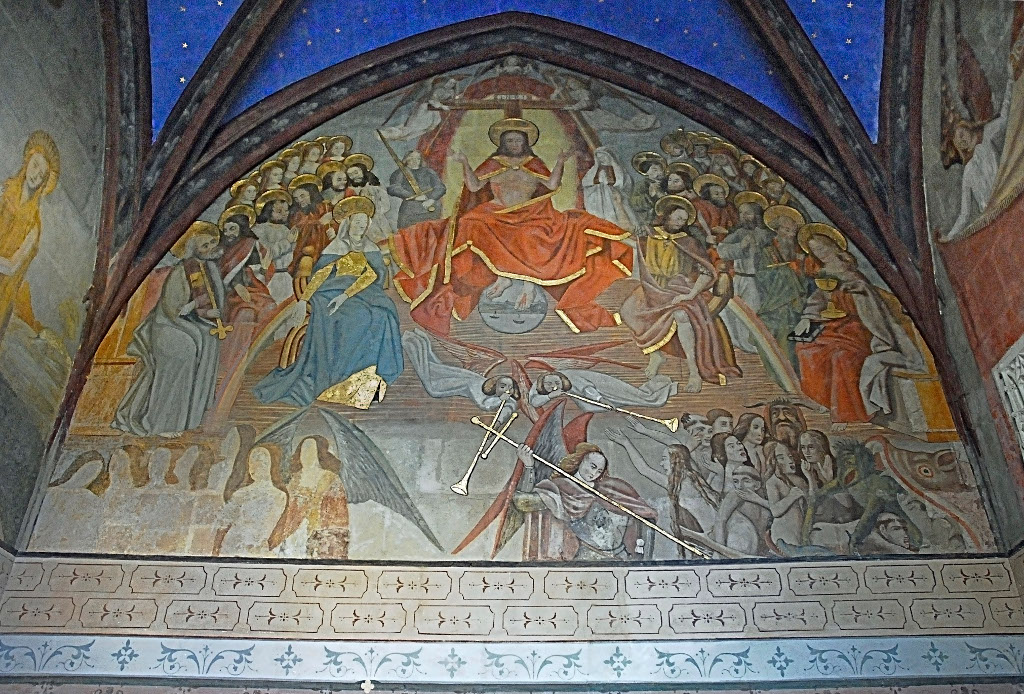
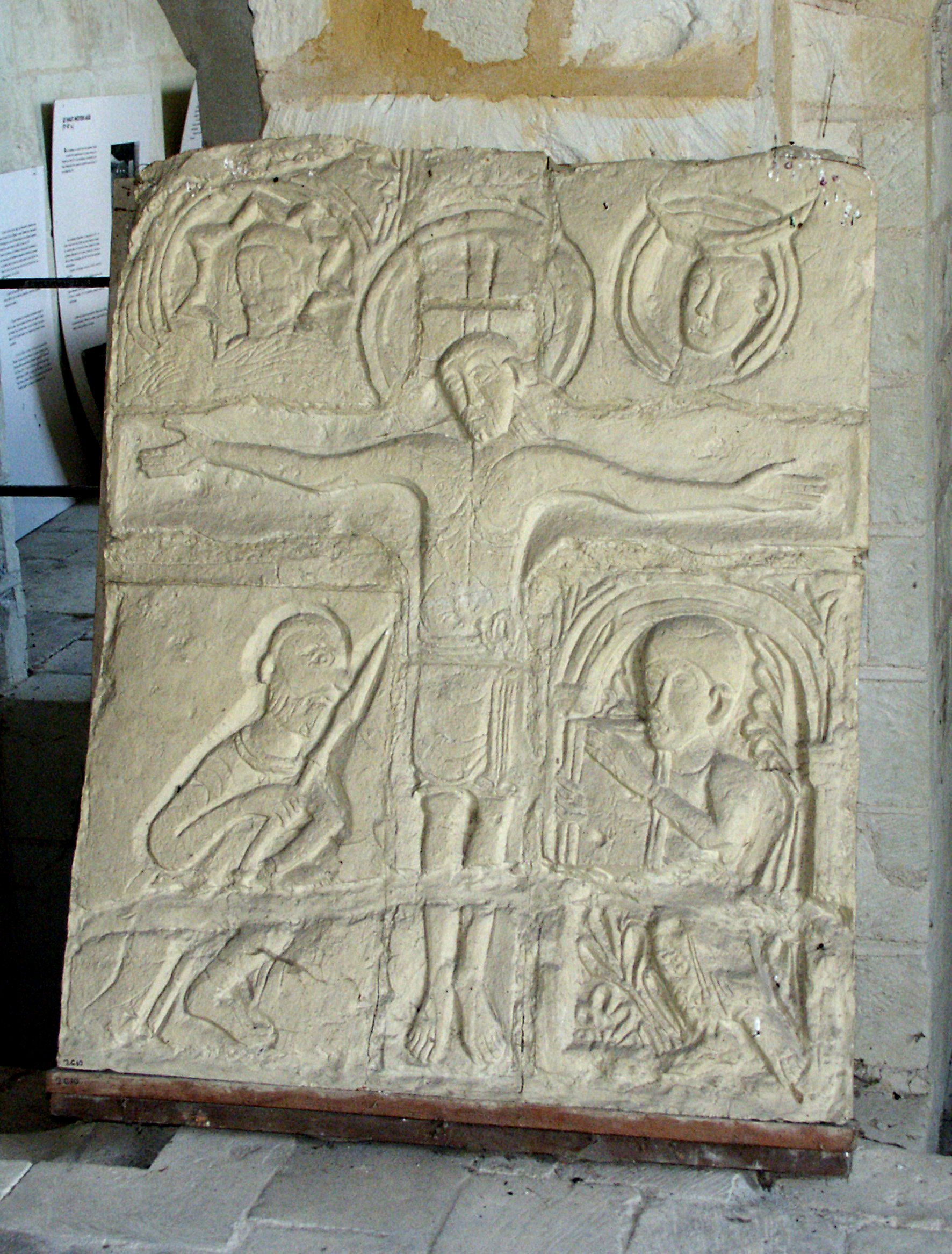